# Семижаберная акула
Семижаберная акула, или пепельная семижаберная акула, или семижаберник (лат. Heptranchias perlo), — единственный современный вид хрящевых рыб рода семижаберных акул семейства многожаберных акул. Встречается во всех тропических и субтропических морях на большой глубине. Несмотря на небольшой размер (максимальная зафиксированная длина 1,37 м) это активный и прожорливый хищник, который охотится на беспозвоночных и рыб. Будучи пойманными эти акулы ведут себя агрессивно и стараются укусить. Представляют незначительный промысловый интерес.

## Таксономия
Впервые вид научно описан в 1788 году. Голотип не назначен.

## Ареал
Пепельные семижаберные акулы широко распространены в тропических и субтропических и реже в умеренно-теплых морях за исключением северо-восточной части Тихого океана. В западной Атлантике они встречаются от Северной Каролины до Кубы и северной части Мексиканского залива, а также на юге Бразилии и Аргентины. В восточной части Атлантического океана они обитают от берегов Марокко до Анголы и в Средиземном море. В Индийском океане их ареал распространяется на побережье ЮАР, юг Мозамбика, остров Альдабра и юго-запад Индии. В Тихом океане они встречаются в прибрежных водах Японии, Китая, Индонезии, Австралии, Новой Зеландии и на севере Чили.
Эти донные акулы держатся на континентальном и островном шельфе и в верхней части материкового склона на глубине от 27 до 720 м, иногда поднимаясь к поверхности или опускаясь ниже 1000 м.

## Описание
Средняя длина пепельных семижаберных акул составляет 60—120 см, максимальная зафиксированная длина 1,4 м. У этих акул стройное веретенообразное тело с узкой заострённой головой. Крупные овальные глаза вытянуты по горизонтали, у живых акул зрачки флюоресцируют сине-зелёным светом. Рот узкий и сильно изогнут. С каждой стороны от симфиза на верхней челюсти имеются по 9—11 зубов, а на нижней по 5 зубов. Узкие верхние зубы имеют форму крючков и оснащены маленькими латеральными зазубринами. Широкие нижние зубы имеют похожи на гребёнку с выступающим фронтальным зубцов. В отличие от большинства акул у пепельных семижаберников имеется 7 пар длинных жаберных щелей, которые оканчиваются под глоткой.

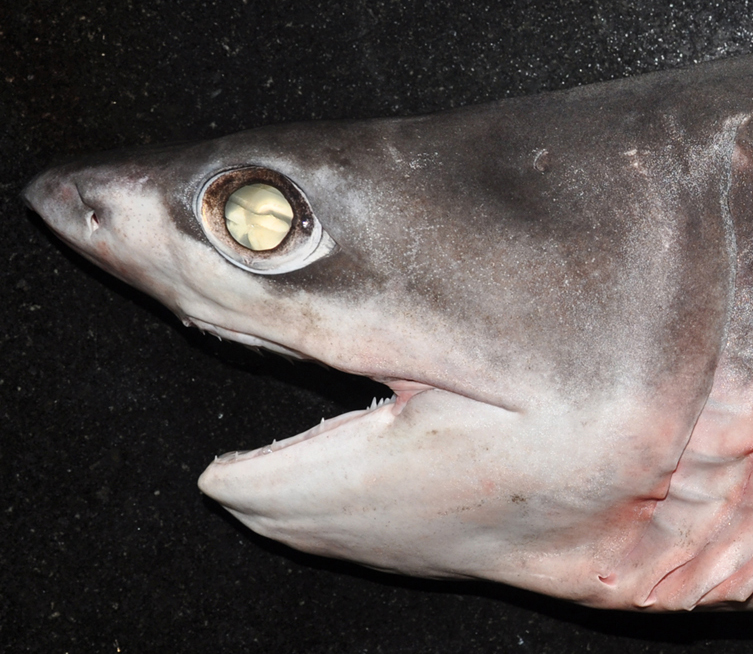
Голова пепельной семижаберной акулы.

У пепельных семижаберных акул имеется только один спинной плавник, расположенный между брюшными и анальным плавниками. У него прямой фронтальный край, слегка закруглённый кончик и вогнутый каудальный край. Шип у основания отсутствует. Грудные плавники маленькие с вогнутым каудальным краем. Анальный плавник очень маленький с прямыми краями. Хвостовой стебель длинный, расстояние между спинным плавником и основанием хвостового плавника более чем в 2 раза превышает длину основания спинного плавника. Плотно лежащие дермальные зубчики очень тонкие, прозрачные, их длина больше ширины, посередине проходит гребень, оканчивающийся остриём, а по бокам имеются небольшие выступы. Окрас от коричневато-серого до оливкового цвета, брюхо светлее. У некоторых особей по спине разбросаны тёмные отметины, возможна светлая окантовка плавников. У молодых акул на боках имеются тёмные пятна, края спинного и верхней лопасти хвостового плавников темнее основного окраса.

## Биология
Несмотря на небольшой размер пепельные семижаберные акулы являются высшими хищниками в экосистеме своей среды обитания. В районе подводной горы Great Meteor Seamount, восточная Атлантика, эти акулы обычно охотятся на костистых рыб и головоногих и в меньшей степени на хрящевых рыб. У берегов Туниса следующим по важности за костистыми рыбами компонентом рациона являются ракообразные. В австралийских водах мелкие пепельные семижаберники охотятся на чешуерылов Lepidorhynchus denticulatus, а крупные предпочитают змеевидную макрель и рыбу-саблю. Эти акулы — отличные пловцы, они охотятся в основном по ночам. Они могут стать добычей более крупных видов акул. На пепельных семижаберниках паразитируют нематоды Anisakis и Contracaecum и цестоды Crossobothrium dohrnii.

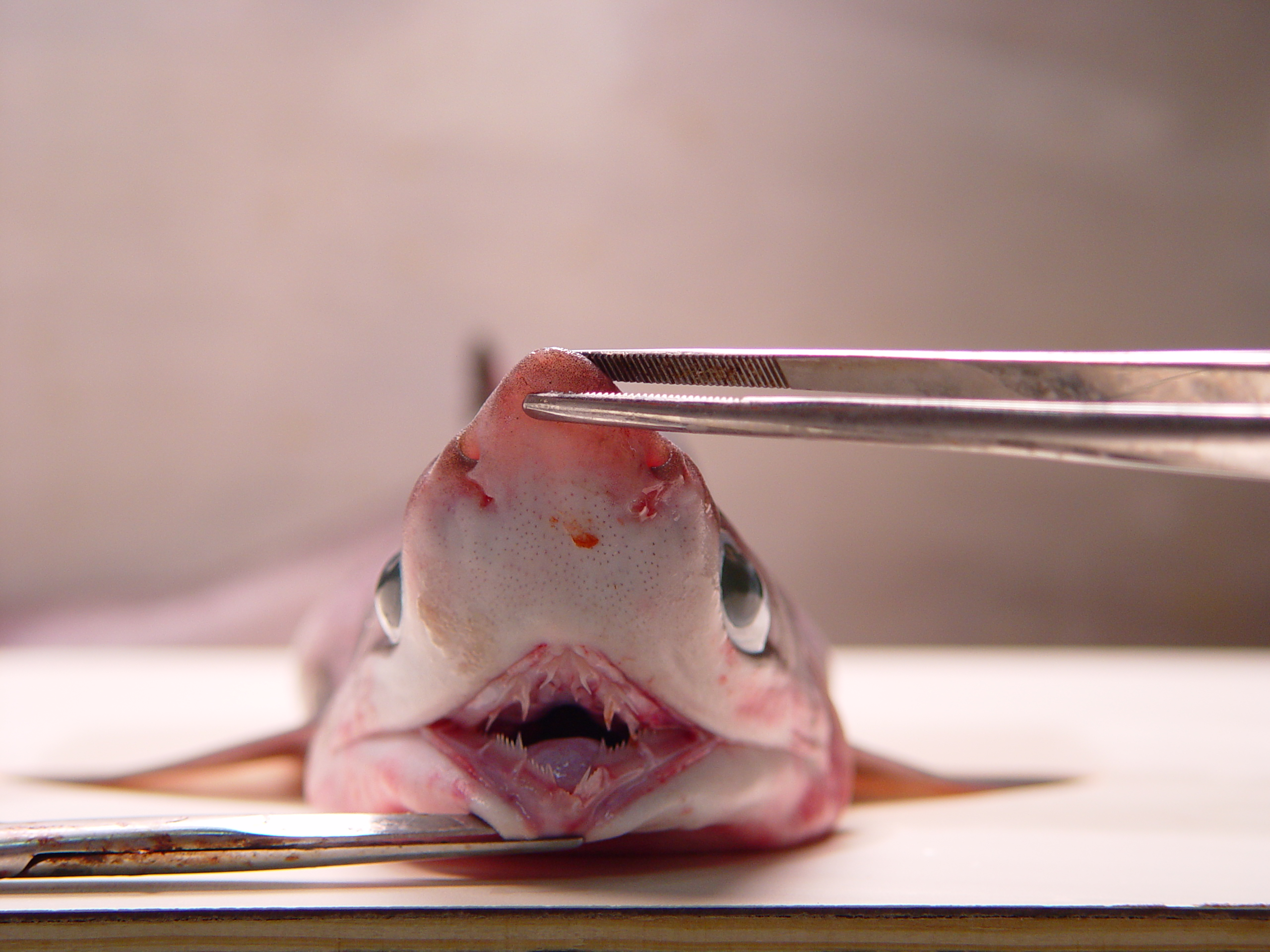
Зубы пепельного семижаберника.

Эти акулы размножаются яйцеживорождением. Размножение не имеет сезонного характера. В помёте от 9 до 20 новорожденных длиной около 26 см. Самцы и самки достигают половой зрелости при длине 75—85 см и 90—100 см соответственно. Признаком половой зрелости у самцов служит образование слизи на птеригоподиях.

## Взаимодействие с человеком
Считается, что вид не представляет опасности для человека. Однако пойманные акулы ведут себя агрессивно и могут покусать рыбака. В качестве прилова попадают в глубоководные коммерческие тралы или ярусы. Мясо пойманных акул используют в пищу, из отходов производят рыбную муку. Международный союз охраны природы присвоил этому виду статус «Близкий к уязвимому положению».